# Jämserum
Jämserum är ett mindre samhälle beläget vid sjön Jämsen i Misterhults socken i Oskarshamns kommun i Småland. År 1990 klassades SCB Jämserum som en småort.
Byn ligger cirka 18 kilometer norr om Oskarshamn i Misterhultsbygden. 
Tidigare har här funnits viss samhällsservice i form av ett numera nedlagt postkontor och café.